# Besleria impressa
Besleria impressa är en tvåhjärtbladig växtart som beskrevs av Conrad Vernon Morton. Besleria impressa ingår i släktet Besleria och familjen Gesneriaceae. Inga underarter finns listade i Catalogue of Life.